# Plaza de Aristóteles
La plaza de Aristóteles (en griego: Πλατεία Αριστοτέλους) es la principal plaza de la ciudad de Tesalónica, Grecia y está situada en la avenida Nikis (en el paseo marítimo de la ciudad), en el centro de la ciudad. Fue diseñada por el arquitecto francés Ernest Hébrard en 1918, pero la mayor parte de la plaza fue construida en la década de 1950. Muchos de los edificios que rodean la plaza central ya que se han renovado y sus partes hacia el norte fueron en gran parte restauradas en la década de 2000.
Los doce edificios que conforman la plaza de Aristóteles se han enumerado como edificios de la República Helénica desde 1950.